# Дорси (филм)
Дорси је амерички биографски музички филм из 1991. године у режији Оливера Стоуна који га је такође – заједно са Џеј Рендалом Џонсоном – написао. У филму глуме Вал Килмер као певач и текстописац Џим Морисон, Мег Рајан као Памела Курсон (Морисонова девојка), Кајл Меклахлан као клавијатуриста Реј Манзарек, Френк Вејли као главни гитариста Роби Кригер, Кевин Дилон као бубњар Џон Денсмор, Били Ајдол као Кет и Кетлин Квинлан као новинарка Патриша Кенили. Филм говори о причи и животу Џима Морисона, певача америчке рок групе Дорс, и успеху бенда у њиховој музици и утицајној контракултури.
Филм приказује Морисона као икону рокенрола и контракултуре 1960-их, која је већа од живота, укључујући приказе Морисонове рекреативне употребе дрога, слободне љубави, хипи стила живота, алкохолизма, интересовања за халуциногене дроге као ентеогене, и, посебно, његову растућу опсесију са смрћу, представљеним као нити које се уткају у и из филма.
Приказан 1. марта 1991. године, Дорси су зарадили 34 милиона долара широм света у односу на свој продукцијски буџет од 32 милиона долара и добили су различите критике критичара, публике и обожаватеља бенда. Килмеров наступ у улози Морисона био је нашироко хваљен, као и споредна глумачка екипа, кинематографија, дизајн продукције и Стоунова режија. Међутим, наишла је на реакцију због своје историјске нетачности и начина на који је Морисон приказан. 

## Опис филма
Године 1949. млади Џим Морисон и његова породица путују пустињским аутопутем у Новом Мексику где наилазе на олупину аутомобила и виде старијег Индијанца како умире поред пута. 1965. Џим стиже у Калифорнију и асимилује се у културу Венис Бич. Током својих студија на Универзитету Калифорније у Лос Анђелесу, упознаје Памелу Курсон и заљубљују се, постајући пар. Он такође први пут среће Реја Манзарека, као и Робија Кригера и Џона Денсмора, од којих сви заједно са Морисоном чине „Дорс“.
Џим убеђује своје колеге из бенда да отпутују у Долину смрти и искусе ефекте психоделичних дрога. Вративши се у Лос Анђелес, свирају неколико наступа у познатом ноћном клубу Виски а Го Го и развијају бесну базу обожаватеља. Џимове лудости на сцени и развратно извођење песме групе узнемириле су власнике клуба, а бенд је избачен са места. Након емисије, прилазе им продуцент Пол А. Ротшилд и Џек Холкман из Електра Рекордс и нуде им уговор за снимање њиховог првог албума. Дорси су ускоро позвани да наступе на Шоу Еда Силвана, да би им један од продуцената рекао да морају да промене текст „girl, we couldn't get much higher” у песми Light My Fire, због упућивање на дрогу. Упркос томе, Морисон изводи оригинални текст током директног преноса и бенду није дозвољено да поново наступа у емисији.
Како се успех Дорса наставља, Џим постаје све више заљубљен у свој имиџ „Краља гуштера“ и развија зависност од алкохола и дрога. Џим упознаје Патрицију Кенили, рок новинарку укључену у вештичарење, и учествује у мистичним церемонијама са њом, укључујући церемонију руковања. У међувремену, један старији дух посматра ове догађаје.
Остатак бенда се уморио од Џимових пропуштених снимања и одсуства на концертима. Џим касни на концерт у Мајамију, постајући све више конфронтирајући према публици и наводно се разоткрива на сцени. Инцидент је лоша тачка за бенд, што је резултирало кривичним пријавама против Џима, отказивањем наступа, прекидима у Џимовим личним односима и негодовањем других чланова бенда.
Године 1970, након дуготрајног суђења, Џим је проглашен кривим за непристојно излагање и наређено му је да служи казну у затвору. Међутим, дозвољено му је да остане на слободи уз кауцију, до резултата жалбе. Патриша каже Џиму да је трудна са његовим дететом, али је Џим убеђује да абортира. Џим последњи пут посећује своје колеге из бенда, присуствујући рођенданској забави коју организује Реј где пожели срећу бенду у њиховим будућим подухватима и сваком од њих поклања примерак своје књиге поезије „Америчка молитва“ . Док се Џим игра у предњем врту са децом, види да је једно од њих његово детињство и коментарише: „Ово је најчуднији живот који сам икада познавао“ (стихови из песме Дорса Waiting for the Sun), пре него што се онесвестио.
Године 1971., Џим и Пам се селе у Париз у Француској како би избегли притиске начина живота у Лос Анђелесу. Једне вечери, 3. јула 1971, Пам проналази Џима мртвог у кади њиховог стана. Последње сцене филма пре него што се крене у шпицу су Џимове гробнице на гробљу Пер Лашез у Паризу, док се у позадини свира „Одсечени врт (Адађо)“. Непосредно пре одјавне шпице, екран се побели и појави се текст који каже да је „Џим умро од срчане инсуфицијенције. Имао је 27 година. Пам му се придружила три године касније."
Током одјавне шпице, бенд је приказан како снима песму LA Woman у студију.

## Глумци
- Вал Килмер као Џим Морисон
- Кевин Дилон као Џон Денсмор
- Кајл Маклохлан као Реј Манзарек
- Мег Рајан као Памела Курсон
- Френк Вејли као Роби Кригер
- Криспин Гловер као Енди Ворхол
- Мајкл Винкот као Пол Ротшилд

## Продукција

### Развој
Филмски режисери Брајан Де Палма, Мартин Скорсезе и Вилијам Фридкин су годинама кокетирали са снимањем биографског филма Дорси.  Године 1985. Columbia Pictures је стекла права од Доорса и имања Морисон за снимање филма. Продуцент Саша Харари желео је да филмски редитељ Оливер Стоун напише сценарио, али никада није добио одговор од свог агента. Након што су произведена два незадовољавајућа сценарија, Имагине Филмс је заменио Колумбију. Харари је поново контактирао Стоуна и режисер се састао са преживелим члановима бенда, рекавши им да жели да задржи посебно дивљу сцену из једног од раних нацрта. Група је била увређена због тога и искористила је своје право одобрења над директором, одбацивши Стоуна.
До 1989. Марио Касар и Ендру Вајна, стекли су права на пројекат и желели су да га Стоун режира.  Дорси су гледали Стоунов филм Вод (1986) и били су импресионирани оним што је урадио,  и Стоун је пристао да сними филм након његовог следећег пројекта, Евита. Након што је провео године радећи на Евити и удварајући се Мадони и Мерил Стрип да играју главну улогу, филм се распао због преговора о платама са Стрип, а Стоун је брзо прешао у претпродукцију за Дорси. 
Гитариста Роби Кригер се увек противио биографском филму Дорса све док Стоун није потписао уговор за режију.  Насупрот томе, клавијатуриста Реј Манзарек је традиционално био највећи заговорник овековечења бенда на филму, али се противио Стоуновом умешаности.  Није био задовољан смером којим ће Стоун кренути са филмом и одбио је да да своје одобрење. Према глумцу Кајлу Меклахлану, „Знам да он и Оливер нису разговарали. Мислим да је Реју било тешко, он је био чувар мита о Дорс-у тако дуго."  Према Кригеру, „када су Дорси раскинули, Реј је имао своју идеју о томе како бенд треба да буде представљен, а Џон и ја смо имали своју”.  Манзарек је изјавио да од њега није тражено да се консултује о филму и да је желео да се ради о сва четири члана бенда подједнако, уместо да се фокусира на Морисона.  Насупрот томе, Стоун је изјавио да је више пута покушавао да увуче Манзарека, али „све што је радио било је дивљање и викање. Три сата је говорио о свом гледишту . . . Нисам желео да Реј буде доминантан, али Реј је мислио да зна боље од било кога другог."  Како је Кригер открио у својој књизи, Манзарек је такође био љубоморан на Стоуна јер је желео да сам режира филм 

### Сценарио
Стоун је први пут чуо Дорс 1967. године, када је био 21-годишњи војник у Вијетнаму.  Пре почетка снимања, Стоун и његови продуценти морали су да преговарају са тројицом преживелих чланова бенда и њиховом издавачком кућом Електра Рекордс, као и родитељима Морисона и његове девојке Памеле Курсон. Морисонови родитељи би само себи дозволили да буду приказани у секвенци флешбека налик сну на почетку филма. Курсонови су желели да на било који начин не постоји сугестија да је Памела изазвала Морисонову смрт. Стоуну је било најтеже да се носи са Курсонима јер су желели да Памела буде приказана као „анђео“.  Истражујући филм, Стоун је прочитао транскрипте интервјуа са преко 100 људи.  Стоун је коначно написао сценарио за филм у лето 1989, касније је изјавио да је „Сценарио Дорса увек био проблематичан. Чак и када смо снимали, али музика је помогла да се то споји."  Стоун је прво одабрао песме које је желео да користи, а затим је написао "сваки део филма као расположење које одговара тој песми".  Курсонови су то урадили није као Стоунов сценарио и покушао је да успори продукцију одбијајући да дозволи употребу било које Морисонове касније поезије у филму. (Када је Морисон умрла, Курсонова је стекла права на Морисонову поезију; када је она умрла, њени родитељи су добили права.) 

### Кастинг
Скоро 10 година пре продукције, пројекат је прошао кроз развојни пакао након што су га многи студији и редитељи разматрали. Неколико глумаца, укључујући Тома Круза, Џонија Депа, Џона Траволту и Ричарда Гира, разматрано је за улогу Морисона када је пројекат још био у развоју 1980-их,  а Боно из У2 и Мајкл Хаченс из INXS -а такође су изразили интересовање у улози. Стоун је првобитно понудио улогу Јану Астберију из Култа, који је одбио улогу јер није био задовољан начином на који ће Морисон бити представљен у филму. 
Када је Стоун почео да прича о пројекту 1988. године, имао је на уму Вал Килмера да игра Морисона, након што га је видео у фантазијском филму Рона Хауарда Виллоу.   Килмер је имао исту врсту певачког гласа као Морисон и, да би убедио Стоуна да је прави за улогу, потрошио је неколико хиљада долара свог новца и направио свој осмоминутни видео за аудицију, певајући и изгледајући као Морисон у различитим фазама његов живот.  Да би се припремио за улогу, Килмер је смршао и провео шест месеци увежбавајући песме Доорса сваки дан; глумац је научио 50 песама, од којих се 15 заправо изводи у филму. Килмер је такође провео стотине сати са продуцентом Доорса Полом А. Ротшилдом, који је испричао „анегдоте, приче, трагичне тренутке, духовите тренутке, како је Џим мислио ... интерпретација Џимових стихова“.  Рутчајлд је такође повео Килмера у студио и помогао му у „неким изговорима, идиоматским стварима које би Џим урадио да би песма звучала као Џим“.  Килмер се такође састао са Кригером и Денсмором, али је Манзарек одбио да разговара са њим.  Када су Дорс чули Килмера како пева, нису могли да разазнају да ли је глас Килмеров или Морисонов. 
Стоун је пријавио око 60 глумица за улогу Памеле Курсон.  Улога је захтевала голотињу, а сценарио је садржао сцене секса, што је изазвало доста контроверзи. Директорка кастинга Риса Брамон сматрала је да је Патриша Аркет била на аудицији веома добро и да је требало да добије улогу.  Да би се припремила за улогу, Мег Рајан је разговарала са Курсонима и људима који су познавали Памелу.  Пре снимања филма, није била упозната са Морисоном и „свиђала се неколико песама“, додајући: „Морала сам да преиспитам сва своја уверења о [1960-им] да бих снимила овај филм“.  Током истраживања, наишла је и на неколико опречних погледа на Памелу. 
Кригер је деловао као технички саветник на филму, углавном да би показао свој биоскопски алтер его, Френка Вејлија, где да стави прсте на наставку гитаре током симулираних секвенци извођења.  Слично томе, Денсмор је такође био консултант на филму, подучавајући Кевина Дилона. 

### Главно снимање
Са буџетом од 32 милиона долара, Дорси је сниман током 13 недеља, углавном у Лос Анђелесу и околини у Калифорнији; Париз; Њујорк; и пустиња Мохаве .   Стоун је првобитно ангажовао Паулу Абдул за кореографију концертних сцена у филму, која је одустала од пројекта јер није разумела Морисонове поступке на сцени и није била упозната са временским периодом. Абдул је препоручио Била и Џеки Ландрум, који су гледали сате концертне снимке пре него што су радили са Килмером и натерали га да ради плесне вежбе како би опустио горњи део тела и рутине скакања како би развио своју издржљивост. 
Током концертних сцена, Килмер је сам певао, наступајући преко мастер трака Дорса без Морисоновог главног вокала, избегавајући синхронизацију усана.  Килмерова издржљивост је стављена на искушење током концертних секвенци, за које је требало неколико дана да се сниме, а Стоун је изјавио „да ће му глас почети да се погоршава након два или три снимања. Морали смо то да узмемо у обзир“.  Једна секвенца, снимљена унутар Виски а Го Го, показала се тежим од осталих због дима и зноја, резултат топлоте тела и интензивног светла камере. Снимање серије „Крај“ трајало је пет дана, обухватајући 24 снимања да би Стоун добио оно што је желео, након чега је Килмер био потпуно исцрпљен. 
Контроверза је настала током снимања када је меморандум повезан са Килмером кружио међу глумцима и члановима екипе, наводећи правила о томе како се према глумцу треба понашати током главног снимања.  Ове одредбе су забрањивале људима да му прилазе на снимању без доброг разлога, да му се обраћају његовим именом док је он у лику или да буље у њега на снимању. Узнемирени Стоун је контактирао Килмеровог агента и глумац је тврдио да је све то био велики неспоразум и да је допис за његове људе, а не за филмску екипу. 

## Историјска тачност
Ово није Џим Морисон. То је Оливер Стоун у кожним панталонама.

Филм је углавном заснован на стварним људима и стварним догађајима, а неки сегменти одражавају Стоунову визију и драматизацију тих људи и догађаја.  На пример, када се од Морисона тражи да промени злогласни текст у песми Light My Fire за његово појављивање у Шоу Еда Саливана, он је приказан како очигледно игнорише њихов захтев, пркосно узвикујући речи „више! Да!" у телевизијску камеру.  Међутим, током стварног емитовања, Морисон је једноставно певао вокал са истим нагласком као на плочи. Морисон је касније рекао да је укључивање „вишег“ у верзију уживо било случајно, и да је намеравао да промени текст, али је био толико нервозан због наступа на телевизији уживо да је једноставно заборавио да га промени. Насупрот томе, Реј Манзарек је рекао да су се Дорси само претварали да пристају на промену речи и намерно су свирали песму као што су увек радили, иако без икаквог додатног нагласка на увредљивим речима.  Килмер као Морисон је такође приказан у црној кошуљи у сцени, док је у стварности Морисон носио белу кошуљу и црну кожну јакну за свој наступ у емисији.
Још једна нетачност се може наћи у лику заводљиве фотографкиње из часописа коју игра Мими Роџерс, а која изгледа заснована на уредници 16 магазина Глорији Ставерс. (Дијалог у овој сцени заснива се на разговору који је Стејверсова водила са Морисоном током фотографисања у њеном стану на Менхетну). Овај лик је приказан као да је снимио чувену слику „младог лава“ Џима Морисона у Њујорку године у Њујорку. 1967. године, када је у ствари ову конкретну фотографију (као и скоро све друге рекламне фотографије за први албум Дорса) снимио мушки фотограф, Џоел Бродски, у Лос Анђелесу у новембру 1966. 
Неколико сцена насиља приказаних у филму такође је спорно: Морисон је приказан како закључава Памелу Курсон у орман и запаљује га, што су људи порицали;   жестоку свађу са Курсоном на прослави Дана захвалности, где обоје прете једно другом ножем; и љутито бацање телевизора на Манзарека због лиценцирања употребе Light My Fire у телевизијској реклами Бјуика.  Иако је Манзарек био искрен о Морисоновој склоности да упадне у бесмислени бес,  учесници филма се слажу да је Стоун имао много слободе у измишљању догађаја и да се ниједан од ових инцидената заправо није догодио. Сам Стоун спремно признаје у коментару режисера ДВД-а да се сцена Дана захвалности заправо никада није догодила, као ни сцена када чланови бенда путују у пустињу где их Морисон подстиче да се нађу на психоделичним дрогама. 
Кенеалијев дијалог који се одвијао између ње и Морисона пребацује се на Курсонову, а Курсон је приказан како говори непријатељске ствари Кеннеалију, када су према Кенеалијевим извештајима њихове интеракције биле љубазне.  Кенеали је такође приказан као девојка са којом је Морисон био у туш кабини иза позорнице пре концерта у Њу Хејвену 9. децембра 1967. године, када је у ствари разговарао са локалном тинејџерком са Универзитета Јужног Конектиката .  Поред тога, место догађаја у Њу Хејвену је у филму представљено као прелеп амфитеатар са великим балконом и препуном публиком, док је у стварности било прилично оронуло, полупразно хокејашко клизалиште са члановима публике који су седели на склопивим дрвеним столицама. Слично томе, у ранијој сцени конференције за штампу смештене у Њујорку 1967. године, када је Кеннеали први пут представљен Морисону, певачу је постављено питање у вези са „ужасним критикама које је добила ваша нова књига поезије“; у то време Морисон још није објавио ниједан том своје поезије.
Џон Денсмор је приказан као мрзи Морисона када певачеви лични проблеми и проблеми са дрогом почну да доминирају његовим понашањем. Међутим, Денсмор у својој биографији Јахачи олује наводи да се никада није директно суочио са Морисоном због његовог понашања.  Други сумњиви портрети укључују оне Ендија Ворхола, који је представљен као мртва хомосексуална карикатура.
Кригер, Денсмор и Кенеали су сви заслужни као технички саветници за филм; међутим, сви су коментарисали да, иако су можда давали савете, Стоун је често бирао да га игнорише у корист сопствене визије приче. Поставке за филм, посебно секвенце концерата, приказане су углавном хронолошким редом, иако сцене гомиле садрже многа очигледна претеривања, као што су прикази јавне голотиње, ломаче и групна весеља која се нису дешавала.  На пример, у секвенцама концерата приказане су голе жене како шепуре около на сцени, док је у стварности Денсмор рекао да се то није догодило ни на једном концерту Дорса. 
У врхунској сцени филма злогласног концерта у Мајамију 1. марта 1969. године, Морисон је приказан како напушта сцену да би се придружио публици, приказ који је такође преувеличан и нетачан. Претходно у сцени, Морисон се такође чује како виче публици "Сви сте ви гомила јебених робова!" али у стварности је заправо рекао "Ви сте гомила јебених идиота!",  иако је публику касније у свом говору назвао "робовима".  Такође, пре концерта, извештач са сцене даје погрдни коментар о четвртом студијском албуму бенда, The Soft Parade, који још није био завршен и који ће бити објављен тек у јулу те године. Поред тога, Кригер је рекао да није узео киселину пре почетка концерта као што је приказано у филму. 
Сви преживели чланови Дорса били су, у једној или другој мери, незадовољни финалним филмом, и речено је да су жестоко критиковали Стоунов приказ Морисона као „социопате ван контроле“. У интервјуу са Геријем Џејмсом из 1991. године, Манзарек је критиковао Стоуна због преувеличавања Морисонове конзумације алкохола у филму: „Џим са флашом све време. Било је смешно . . . Није се радило о Џиму Морисону. Радило се о Џимбоу Морисону, пијанцу. Боже, где је био осећајни песник и духовит момак? Момак кога сам познавао није био на том екрану.“  У поговору своје књиге Јахачи олује, Денсмор каже да је филм заснован на „миту о Џиму Морисону“ и критикује филм зато што је Морисонове идеје приказао као „замућене кроз измаглицу пића [алкохола]“.  У интервјуу из 1994. Кригер је рекао да филм не даје гледаоцу „никакву врсту разумевања онога што је натерало Џима Морисона да откуца“. Кригер је додао: „Изоставили су много ствари. Нешто од тога је било пренапухано, али многе ствари су биле веома добро урађене, мислио сам.“ 
У Манзарековој биографији Доорса, Упали ми ватру, он често критикује Стоуна и такође укључује безброј детаља који дискредитују Стоунов извештај о Морисону. На пример, у Стоуновој „ре-креацији“ Морисоновог студентског филма на Универзитету Калифорније у Лос Анђелесу, он има Морисона како гледа секвенцу о Дану Д на телевизији и извикује псовке на немачком, са скоро голим немачким студентом на размени који плеше на телевизији и игра свастична трака. Према Манзареку, једина сличност између Стоунове верзије и Морисонове била је та што је девојка у питању заиста била Немица.  Штавише, Манзарек је описао Стоунову верзију као „гротескно претеривање“, и подсетио да је Морисонов филм заправо „много лакша, много пријатељскија, много смешнија врста ствари“. 
Као што истичу заслуге и како Стоун наглашава у свом ДВД коментару, неки ликови, имена и инциденти у филму су измишљени или спојеви стварних људи.  У документарцу из 1997. године, Тхе Роад оф Екцесс, Стоне наводи да је Квинланов лик, Патриша Кеннели, композит, и да је ретроспективно требало да добије измишљено име.  Кеннеали је посебно био повређен њеним портретисањем у филму и снажно се противио сцени у филму у којој Морисон наводи да није озбиљно схватио њихову церемонију руковања. Осим тога, Кеннеали је заслужна као викканска свештеница за своју камео улогу, док је у стварности њено појављивање у браку било укључено у келтски паганизам.
Рајанов лик, Памела Курсон, укључује слободе другачије врсте. Бивши Дорс сматрају да њен филмски приказ уопште није тачан, јер њихова књига Дорс описује ову верзију Курсонове као "цртеж девојке".  Курсонови родитељи су наследили Морисонове песме када је њихова ћерка умрла, а Стоун је морао да пристане на ограничења у вези са њеним приказивањем у замену за право на коришћење поезије. Стоун је посебно пристао да избегне сваку сугестију да је Курсон можда одговоран за Морисонову смрт.  Међутим, Ален Рунеј и Курсон су рекли да је она одговорна. У Јахачи на олуји, Денсмор каже да је Курсонова рекла да се осећала страшно кривом јер је набавила лекове за које је веровала да су изазвале или допринеле Морисоновој смрти. 

## Приказивање и пријем
Дорси је уврштен на 17. Московском међународном филмском фестивалу.  У априлу 2019. године, рестаурирана верзија филма је изабрана да буде приказана у секцији Кански класици на Филмском фестивалу у Кану 2019. 
У савременој рецензији, Роџер Иберт је Дорс -у дао две и по од четири звездице. Иберт је тврдио да Стоун није успео да направи стриминг приказ Дорса, а посебно Џима Морисона, али је похвалио глумачке наступе као "најбољу ствар на филму".  Насупрот томе, Ролинг Стоун је написао сјајну рецензију, оценивши је са четири од четири звездице.  У чланку из 2010, Кит Камерон је изјавио да је „мало људи изашло из гледања филма који су подигли своје мишљење о том бенду, а посебно о његовом певачу Џиму Морисону“. Проблем, како је то рекао критичар Камерон, није био толико у томе што је „Стоун размишљао о Морисону, пијаном, мушкарцу или претенциозном Краљу гуштера“, већ у „клишеираним холивудским уређајима за исисавање чуда од пионирског бенда: глумци са лажна коса која говори глупости …“ и „оштри покушаји једног самоважног режисера да да велике изјаве о Америци.“ 
На Rotten Tomatoes-у, филм има оцену одобравања од 57% на основу 60 рецензија и просечну оцену од 6,00/10. Консензус сајта каже: „Вал Килмер пружа моћан наступ као једна од најзапаљивијих личности рока, али нажалост, Оливер Стоун није у стању да баци много светла на циркус који окружује звезду.  Метакритик пријављује оцену 62 од 100, на основу 19 критичара, што указује на „генерално повољне критике“. 

## Кућни медији
Дорси је објављен на ДВД-у 14. августа 2001.  и касније је објављен на Блу-реј у 12. августа 2008.  Филм је објављен на 4К Блу-реј у 23. јула 2019. године, са новом верзијом филма. Под надзором Стоуна, садржи ремастеризован звук и уклања сцену у којој Морисон, након суђења, умало не изврши самоубиство. 